# Охридско споразумение
Охридският рамков договор (на македонска литературна норма: Охридски рамковен договор; на албански: Marrëveshja e Ohrit – Споразумение от Охрид) е вътрешнополитическо споразумение за примирие, подписано от президента и премиера на Република Македония и представители на 4 политически партии (включително на етническите албанци) в Охрид на 13 август 2001 г.
Споразумението прекратява въоръжения конфликт между Армията за национално освобождение и македонските сили за сигурност и поставя основата за увеличаване на правата на етническите албанци.
Договорът предвижда и промяна в официалните езици в страната на общинско равнище – занапред всеки език, говорен от над 20% от населението в дадена община, става официален наред с македонския език в съответната община. Понастоящем само албанското малцинство с приблизително 25% от населението изпълнява този критерий.

## История
Споразумението е предшествано от Охридските дискусии – серия от разговори между албанските и македонски представители, заедно с представители от Съединените щати и Европейския съюз. Разговорите се провеждат в Охрид.
Договорено е от Зоран Жилевски, главен секретар на президента Борис Трайковски. Македонската страна е представена от партиите ВМРО-ДПМНЕ и СДСМ, а албанската – от ДПА и ПДП. Макар че активно участва в конфликта, Армията за национално освобождение не взима пряко участие в разговорите.

## Подписали
- Борис Трайковски – президент на Република Македония
- Любчо Георгиевски – премиер на Република Македония, лидер на ВМРО-ДПМНЕ
- Бранко Цървенковски – лидер на СДСМ
- Арбен Джафери – лидер на ДПА
- Имер Имери – лидер на ПДП
- Франсоа Леотард – посредник от ЕС
- Джеймс Пардю – посредник от САЩ